# توماس بولات
توماس بولات (بالإسبانية: Tomás Bulat)‏ هو اقتصادي وصحفي أرجنتيني، ولد في 12 سبتمبر 1964 في بوينس آيرس في الأرجنتين، وتوفي في 31 يناير 2015.

## وصلات خارجية
- توماس بولات على موقع IMDb (الإنجليزية)